# Microgaster neglecta
Microgaster neglecta är en stekelart som beskrevs av De Saeger 1944. Microgaster neglecta ingår i släktet Microgaster och familjen bracksteklar. Inga underarter finns listade i Catalogue of Life.